# Montmerrei
Montmerrei é uma comuna francesa na região administrativa da Normandia, no departamento Orne. Estende-se por uma área de 12,63 km². Em 2010 a comuna tinha 521 habitantes (densidade: 41,3 hab./km²).